# Hahn (Morsbach)
Hahn ist ein Ortsteil von Morsbach im Oberbergischen Kreis im südlichen Nordrhein-Westfalen innerhalb des Regierungsbezirks Köln.

## Lage und Beschreibung
In ländlicher, waldreicher Umgebung liegt Hahn am südlichsten Zipfel des Oberbergischen Kreises. Die Städte Gummersbach (38 km), Siegen (50 km) sowie Köln (75 km) sind in wenigen Autominuten zu erreichen.
Benachbarte Ortschaften sind Solseifen im Südwesten, Wallerhausen im Westen, Böcklingen im Norden, und Rossenbach im Südosten.

## Geschichte

### Erstnennung
1492 wurde der Ort das erste Mal urkundlich erwähnt, und zwar „Brauns Tiel vom Han wird genannt in Akten über Gebrechen (in mittelhochdeutscher Zeit bis etwa 1450 Verwendung in der Bedeutung "brechen, mit Gewalt dringen, ein Verbrechen begehen") Berg-Homburg im Kirchspiel Morsbach “ 
Die Schreibweise der Erstnennung war Han.